# John Waldegrave (3e comte Waldegrave)
John Waldegrave, 3e comte Waldegrave (28 avril 1718 – 22 octobre 1784) est un homme politique et militaire britannique.

## Biographie
Waldegrave est le plus jeune fils du 1er comte Waldegrave. Il rejoint le The Royal Scots (The Royal Regiment) en 1735, se hissant au rang de capitaine en 1739. Il est devenu lieutenant-colonel du 3e Régiment d'infanterie en 1743 et combat à la bataille de Fontenoy où il est blessé en 1745.
Il devient un député en 1747, et continue sa carrière militaire, devenant major-général en 1757. Il combat à la bataille de Minden en 1759, devient lieutenant-général la même année et combat à la bataille de Warburg en 1760. Il est général en 1772.
Waldegrave est valet de chambre du roi de 1760 à 1763 et à la mort de son frère aîné, sans héritier mâle, en 1763, Waldegrave hérite de ses titres. Le 7 mai 1751, il épouse Lady Elizabeth Leveson-Gower, une fille du 1er comte de Gower et ils ont quatre enfants :
- George Waldegrave (1751–1789) ;
- William Waldegrave (1753–1825) ;
- Elizabeth Waldegrave (1758–1823) ;
- Caroline Waldegrave (1765–1831).